# The Fame
The Fame —en español: La fama— es el primer álbum de estudio de la cantante,  compositora y productora estadounidense Lady Gaga, lanzado mundialmente el 19 de agosto de 2008 por el sello Interscope Records. Desarrollado a lo largo de dos años, comenzó en la escena underground de Nueva York, donde Gaga escribía, producía y promocionaba sus primeras canciones en bares y clubes. Tras firmar con Streamline, Cherrytree y Kon Live Distribution, se trasladó a Los Ángeles, donde formó su equipo creativo, Haus of Gaga, y definió su identidad artística mientras trabajaba con productores como RedOne, Rob Fusari, Martin Kierszenbaum y Space Cowboy para finalizar el disco. Musicalmente, abarca géneros como el synthpop, dance-pop y europop, con influencias del pop de los años ochenta. Gaga describió la obra como una celebración de su fascinación por la fama y una exploración de temas como el amor, el sexo, el dinero y la identidad.
The Fame fue recibido con críticas mayormente positivas, que destacaron la afinación vocal de Gaga, así como su enfoque moderno en la fusión del pop y la música electrónica, con lo que además acumuló una puntuación de 71 sobre 100 en Metacritic. En 2013, Rolling Stone lo calificó como uno de los mejores debuts de la historia por su impacto en la industria musical de finales de la década de 2000. Desde su lanzamiento, el proyecto ha recibido múltiples reconocimientos, entre estos seis nominaciones a los premios Grammy de 2010, donde ganó en la categorías de mejor álbum de dance/electrónica y mejor grabación dance por el sencillo «Poker Face», además de ser galardonado como mejor álbum internacional en los Brit Awards de 2010. Comercialmente, lideró las listas en países como Alemania, Canadá, Irlanda, el Reino Unido y Suiza. En los Estados Unidos alcanzó el número 2 en la lista Billboard 200. Asimismo, estableció un récord histórico en el conteo Dance/Electronic Albums al mantenerse en la cima durante 106 semanas no consecutivas. La RIAA lo certificó con seis discos de platino tras superar las seis millones de unidades vendidas en dicho país. Hasta 2019, sus ventas combinadas con The Fame Monster superaron los 18 millones de copias en todo el mundo. En 2025, la revista Billboard lo reconoció como el décimo mejor álbum del primer cuarto del siglo XXI, basado en su desempeño en la lista Billboard 200.
Para promocionar el álbum, Gaga lanzó cinco sencillos; «Just Dance», fue publicado el 8 de abril de 2008 y alcanzó el número uno en países como los Estados Unidos, Australia, Canadá y el Reino Unido. El segundo sencillo, «Poker Face», se estrenó el 23 de septiembre de 2008 y se convirtió en un éxito mundial tras liderar las listas de numerosos países y siendo el sencillo más vendido de 2009, con más de 9.8 millones de copias digitales. «LoveGame» y «Paparazzi», los siguientes sencillos, lograron ambos posicionarse en el top 10 de múltiples territorios. Paralelamente, Gaga promovió The Fame con presentaciones en programas de televisión tales como So You Think You Can Dance, Jimmy Kimmel Live!, The Tonight Show with Jay Leno, además de participar en la ceremonia de Miss Universo 2008. En marzo de 2009, se embarcó en su primera gira mundial, The Fame Ball Tour, que ofreció 71 conciertos a lo largo de Asia, Europa, Norteamérica y Oceanía.

## Antecedentes y desarrollo

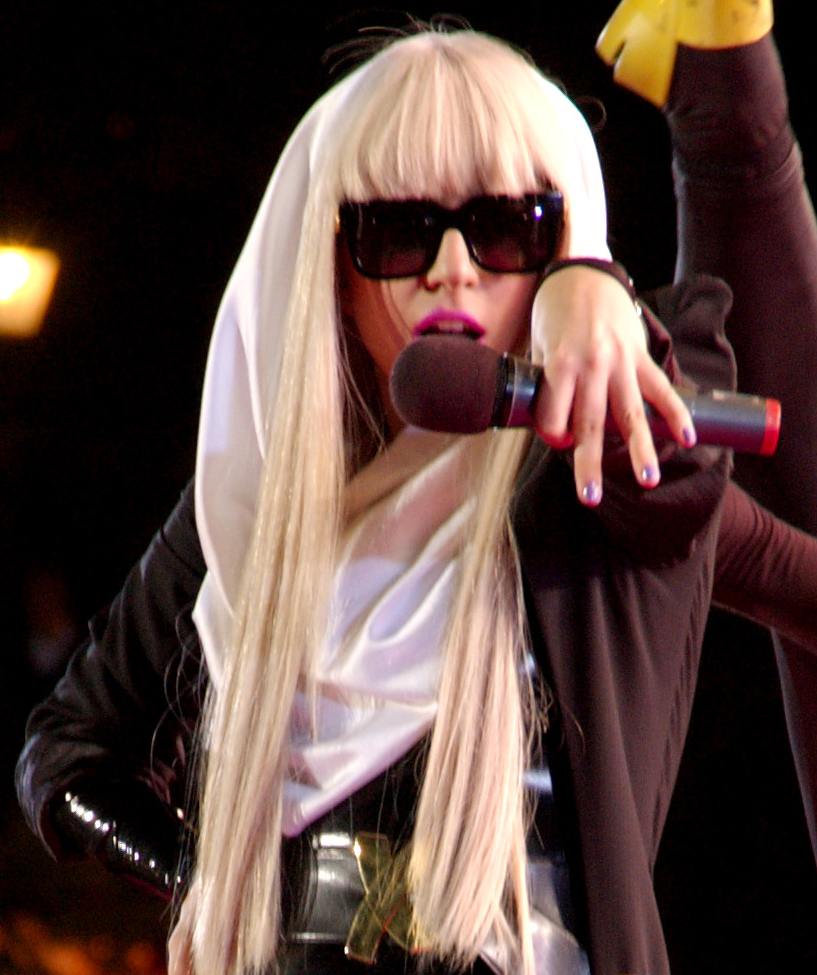
Gaga interpretando «Just Dance» en Estocolmo en 2008.

Mientras se establecía como artista y se adentraba en la cultura underground de Nueva York, Gaga comenzó a componer, producir y gestionar la promoción de sus canciones destinadas a sus presentaciones en bares y clubes de la ciudad. En una entrevista con MTV UK, declaró que el proceso creativo de The Fame tomó aproximadamente dos años, etapa que abarcó desde sus inicios en Nueva York hasta su posterior contrato discográfico, durante la cual estableció tanto sus primeras conexiones como su visión artística.
A fines de 2006, Gaga comenzó a componer y producir junto a Rob Fusari canciones destinadas a sus presentaciones en bares y clubes de la ciudad. Un año después, y tras varias canciones hechas, subió las versiones finales de «Paparazzi» y «Beautiful, Dirty, Rich» al sitio Myspace como gestora de su propia promoción. La buena recepción en la plataforma, sumado a sus innovadoras presentaciones en los distintos clubes, le permitió ganar visibilidad y concertar reuniones con sellos discográficos. Hacia finales de 2007, tras varios intentos fallidos para conseguir un contrato, logró firmar con tres sellos vinculados a Interscope Records: Streamline, Cherrytree y Kon Live Distribution. En esta etapa, trabajó junto a Vincent Herbert (Streamline), Martin Kierszenbaum (Cherrytree) y Akon (Kon Live), quienes desempeñaron un papel clave en el desarrollo inicial de su carrera.
Paralelamente, en enero de 2008, colaboró intensamente con el productor RedOne durante una semana en el estudio para sentar las bases de The Fame y avanzar en su producción. Para ese momento, Gaga ya contaba con varias canciones listas y masterizadas, aunque aún necesitaba componer más material para completar el disco. En el proceso, conoció a Jimmy Iovine, fundador de Interscope Records, quien quedó impresionado con su talento y decidió apostar tanto por la artista como por el proyecto. En ese momento, la cantante tomó la decisión de mudarse a Los Ángeles para concentrarse completamente en la finalización de su álbum debut y para conformar su equipo creativo, Haus of Gaga, inspirado en el estudio de arte The Factory, fundado por Andy Warhol, que le serviría para definir su imagen y su técnica teatral.
The Fame fue lanzado inicialmente en Canadá el 19 de agosto de 2008 en formatos CD, LP y descarga digital. Posteriormente llegó a Australia y los Estados Unidos el 28 de octubre de ese mismo año, seguido por el Reino Unido el 12 de enero de 2009. En el resto del mundo, su distribución continuó entre febrero y julio de 2009, en versiones estándar e internacional según el mercado. Una década después, el 14 de diciembre de 2018, se lanzó en los Estados Unidos una edición especial limitada por el décimo aniversario del álbum, presentada en formato USB con contenido exclusivo.

## Composición y grabación

Gaga tocando un keytar durante la gira promocional del disco, The Fame Ball Tour (2009).

Gaga describió The Fame como una celebración de la cultura pop y el lujo, enfocada en transmitir la sensación de convertir la vida cotidiana en una obra de arte. Musicalmente, abarca géneros como el pop, la electrónica y el dance, con canciones que fusionan melodías pegadizas y beats energéticos. Fue grabado entre 2006 y 2008 en múltiples estudios, incluidos Record Plant  y Chalice en Los Ángeles, Cherrytree en Santa Mónica, y otros en Nueva York, Nueva Jersey y Miami. Todas las canciones fueron compuestas por Gaga, quien también participó como productora en algunas de ellas, y contó con la colaboración de productores musicales como RedOne, Rob Fusari, Martin Kierszenbaum, Space Cowboy, Brian Kierulf y Josh Schwartz. Durante el proceso, Gaga enfrentó desafíos para hacer que su sonido fuera aceptado en la escena comercial. En una entrevista con The Independent en mayo de 2009, declaró que:

Algunas personas consideraban mi música demasiado «atrevida», «orientada al dance» y «underground» para el mercado mainstream, pero yo insistía y les decía: «Mi nombre es Lady Gaga, he estado en la escena musical durante años y sé que esto es lo que viene».

Sobre el proceso creativo, Gaga expresó: «No sé cómo explicar esto; simplemente no estoy hecha para otra cosa. Mi cerebro no funciona de una manera que me permita imaginar una vida fuera de la música, el arte, la moda y la expresión. Escribir canciones y actuar es algo que está en mi sangre». En una entrevista con Entertainment Weekly, el productor RedOne repasó el proceso creativo de The Fame, y destacó la creatividad y visión única de Gaga al afirmar que «su talento intimidaba incluso a otros artistas en el estudio. Desde el principio, supe que sus habilidades vocales y su visión eran únicas». Sobre «Just Dance», una de sus primeras canciones hechas, mencionó que Gaga escribió las letras y trabajó activamente en las melodías y los Sintetizadores junto con él. Además, juntos produjeron otras canciones del álbum como «LoveGame», «Poker Face» y «Paper Gangsta». 
Por su parte, el cantante y productor Akon, quien supervisó parte de la producción a través de su sello Kon Live, destacó la rapidez y la química del equipo creativo al declarar que «terminamos The Fame en 30 días: mezclado, masterizado y listo para salir. Gaga aportaba ideas tan frescas que nos inspiraron a abrir nuestras mentes y probar de todo». Además, mencionó que originalmente cantaba en «Just Dance», pero conflictos internos entre discográficas forzaron a sustituir su voz principal con la de Colby O'Donis, por lo que solo se mantuvieron sus coros de fondo. Según Akon, «fue un golpe duro para ella porque todo estaba listo y, apenas dos días antes de grabar el video, tuvimos que ajustarnos a estas circunstancias políticas». El productor Martin Kierszenbaum coescribió y produjo tres canciones de The Fame: «Eh, Eh (Nothing Else I Can Say)», «The Fame» y «I Like It Rough». Según Kierszenbaum, su conexión creativa con Gaga fue inmediata, además de quedar impresionado por su talento, conocimiento de Prince, su pasión por el concepto del álbum y su visión artística integral, que incluía canciones, videos y presentaciones en vivo.

## Contenido musical

### Enfoque e influencias

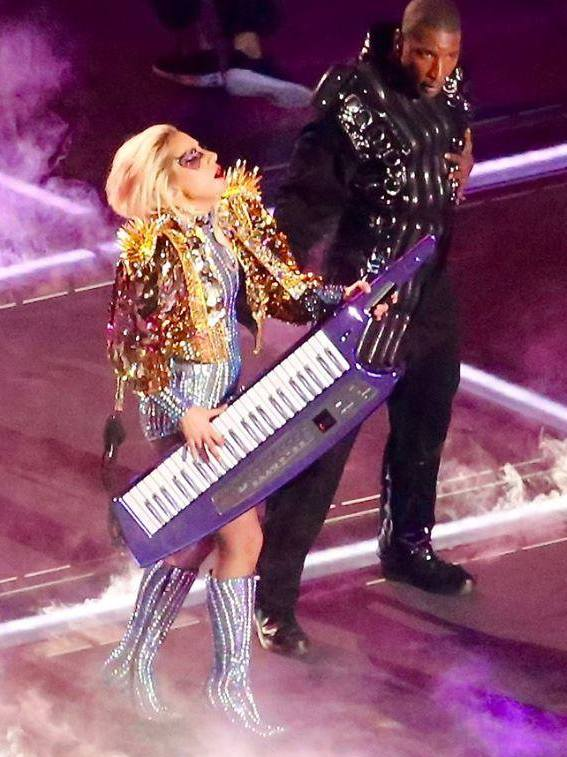
Gaga cantando «Just Dance» en el espectáculo de medio tiempo del Super Bowl LI de 2017.

Gaga explicó las ideas y visiones que guiaron la creación de The Fame al enfatizar en la importancia de integrar la imagen visual del artista con su música, algo que consideraba un vacío en la música pop contemporánea. Para abordar esto, incorporó un enfoque teatral en sus presentaciones en vivo y buscó que su propuesta no solo fuera musical, sino también artística. Según ella, su música refleja y proyecta el estilo de vida que ha decidido vivir. Sobre el concepto general y el título del álbum, afirmó que el disco «es acerca de cómo cualquiera puede sentirse famoso. [...] La cultura pop es arte. No te hace genial odiar la cultura pop, así que la abracé y puedes escuchar eso en todo The Fame. Sin embargo, es una fama compartible. Quiero invitar a todos a la fiesta. Quiero que la gente se sienta parte de este estilo de vida». En términos musicales, The Fame se inspira en el glam rock de los años 1970, con influencias de artistas como David Bowie y Queen.

Siento que este disco es realmente diferente. Puedes encontrar música de club y escuchar glam de 1970 parecido a los álbumes de cantautores de rock. [...] The Fame no es acerca de quién eres, ¡es acerca de cómo todo el mundo quiere saber quién eres! Cómprenlo y escúchenlo antes de salir a conducir. [...] No podría estar más orgullosa de este álbum. No solo es un disco, es un conjunto de movimientos artísticos pop. No se trata simplemente de una canción.

Gaga tomó elementos de este género y los mezcló con melodías pop pegadizas y ganchos que dan forma a lo que ella misma describió como «pop teatral». En una entrevista con el periódico Daily Mail, explicó: «Queen y David Bowie fueron la clave para mí. Cuando yo tocaba en los clubes de Nueva York, un montón de sellos discográficos pensaron que era demasiado teatral. Entonces, cuando audicioné para musicales de teatro, los productores dijeron que era muy pop. No sabía qué hacer hasta que descubrí que Bowie y Queen combinan el pop con el teatro».

### Letras y sonidos
En su contenido lírico, The Fame trata temas como el amor, el sexo, el dinero, las drogas y la identidad sexual. Gaga explicó que la idea detrás del álbum es transmitir la sensación de fama interior, incluso si uno no tiene dinero o reconocimiento:

The Fame va de cabo a rabo. Básicamente, si no tienes nada, «ni dinero, ni fama», aún puedes sentirte bella y asquerosamente rica. Se trata de tomar decisiones, tener referencias y empujar ciertas cosas en tu vida en las que crees. Es un álbum centrado, pero también ecléctico. [...] La música pretende inspirar a la gente a sentirse de cierta manera sobre sí mismos, para que incluyan en sus vidas un sentido de fama interior que puedan proyectar al mundo. La naturaleza despreocupada del álbum refleja esa aura. Me gusta canalizar ideas interesantes para el resto del mundo a través de una simple canción pop.

Gaga interpretando «Poker Face» en su gira The Monster Ball Tour.

The Fame abre con la pista «Just Dance», la cual combina sintetizadores, música electrónica y ritmos dance con influencias de R&B. Se encuentra en tiempo compuesto, con un ritmo moderado de 124 pulsaciones por minuto y está cantada en la tonalidad de do menor. En palabras de la cantante, es una canción que «celebra la alegría en nuestras almas y corazones». El álbum continua con «LoveGame», una canción uptempo dance pop con un ritmo de baile futurista. Gaga explicó que la letra es muy clara, ya que la misma describe un poderoso mensaje sobre el amor, la fama y la sexualidad, temas centrales del álbum. La tercera pista, «Paparazzi», mezcla los géneros synthpop y electropop con un ritmo sensual para tratar el deseo de fama y amor, además de reflejar el deseo de llamar la atención de la cámara. El disco continúa con «Poker Face», la cual está inspirada en los novios de la cantante que disfrutaban de las apuestas y también en su bisexualidad, combinando insinuaciones sexuales y fantasías con un gancho pop distintivo («Mum-mum-mum-mah»). La canción se encuentra en tiempo compuesto, con un ritmo moderado de 120 pulsaciones por minuto, con el rango vocal de la artista que va desde la nota F♯3 hasta B4.
La quinta pista, «Eh, Eh (Nothing Else I Can Say)», es una pista compuesta en compás de cuatro cuartos y en la tonalidad mi mayor, y se acredita como una balada en comparación con el resto de las canciones de The Fame. Contiene ritmos europop y una influencia ochentosa de synthpop, en la que Gaga habla sobre romper con un novio y encontrar a alguien nuevo. «Beautiful, Dirty, Rich», la sexta canción, refleja las experiencias de Gaga en el Lower East Side, entre drogas y fiestas, a través de un tema dance pop con un ritmo enérgico. En cuanto a «The Fame», la canción que da título al álbum, es un tema funk-pop que reflexiona sobre los aspectos insulsos y efímeros de la fama. De manera similar, «Money Honey», con un ritmo techno moderado, expresa deseos superficiales relacionados con el dinero y la fama, mientras que «Starstruck», un tema de dance pop con influencias de R&B, mezcla amor y fama en versos como «¿me harías el número uno en tu lista de reproducción?».
Por otro lado, «Boys Boys Boys», primera canción que escribió junto al productor RedOne, es un mash-up entre «Girls, Girls, Girls» de Mötley Crüe y «T.N.T.» de AC/DC, mezclando el rock y pop en un himno dirigido al público femenino. The Fame continua con «Paper Gangsta», en la cual Gaga aborda un conflicto con su primer sello discográfico, combinando piano con ritmos hip hop y europop noventero. La siguiente pista, «Brown Eyes», influenciada por Queen y por la canción «Oh! Darling» de The Beatles, es una balada que expresa vulnerabilidad y lamento por una ruptura amorosa; la canción implementa un ritmo lento con rasgueos de guitarras y melodías de piano.. El disco continua con «I Like It Rough», una pista electro-dance-pop que aborda temas de sexualidad, incluyendo referencias al sadomasoquismo. Finalmente, el álbum cierra con pistas como «Summerboy», de estilo new wave influida por Blondie, que mezcla rock y funk en una historia de romance veraniego; Le sigue la pista «Disco Heaven», un tema disco inspirado por Anita Ward con fuertes líneas de bajo y un sonido alegre. «Again Again», una canción soul con toques glam sobre el amor inocente y efímero, y «Retro Dance Freak», que con influencias retro y un ritmo disco-dance retrata una búsqueda de romance con un toque electrónico nostálgico.

## Recepción

### Comentarios de la crítica

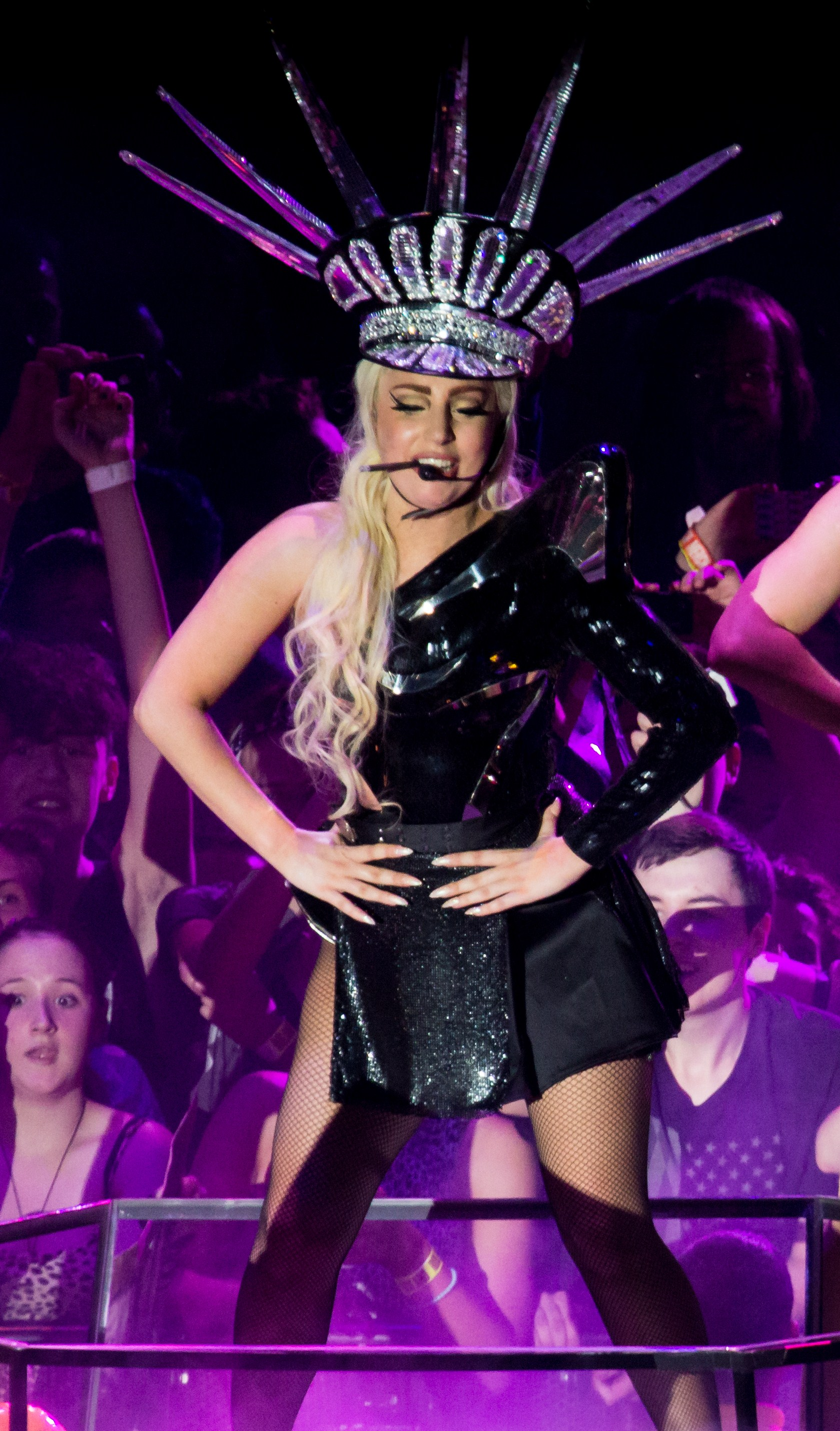
Gaga interpretando «LoveGame» en su gira The Born This Way Ball, en 2012.

The Fame obtuvo una recepción generalmente positiva por parte de los críticos musicales contemporáneos. Según Metacritic, que promedia calificaciones de críticas de medios reconocidos, el álbum alcanzó un puntaje de 71 sobre 100, basado en 13 reseñas.
Stephen Thomas Erlewine del sitio AllMusic describió al disco como «un conjunto de música que suena intensamente sexy con sus sintetizadores de acero inoxidable y ritmos de disco oscuro», definiéndolo como «un glorioso pop desechable y una parodia mordaz de sí mismo». Alexis Petridis de The Guardian afirmó que casi cada pista «parece otro gran éxito» y predijo que The Fame, con su gancho adictivo, tenía un futuro prometedor en la música pop contemporánea. En un análisis similar, Ben Hogwood de musicOMH destacó la «mezcla de actitud descarada, beats metálicos y una composición incisiva» que, en su opinión, son claves en la creación de música pop memorable. Talia Kraines de BBC Online comentó que:

En estos días en los que estamos pidiendo a gritos porque nuestras estrellas tengan su personalidad propia, la extravagancia de Gaga y el [ritmo] pegadizo de sus canciones son seguros para fijar su lugar en la lista de ídolos pop. Bendecida con el respaldo de Akon, un amor a los sintetizadores y al pop de los ochenta, además de una imagen llamativa que tiene una obsesión con las celebridades, su álbum se establece para capturar el corazón de todos los fanáticos del pop.

Mikael Wood de Entertainment Weekly comentó que es «The Fame es un disco sorprendente y agotador», cuya visión muestra un mundo donde nada supera «ser bello, sucio y rico». Sin embargo, puntualizó que su enfoque escapista tiene su atractivo en tiempos de crisis. Por su parte, Nicole Powers de la revista URB elogió sus «letras cargadas de ironía, entregadas en un estilo que recuerda un poco a Gwen Stefani», y calificó las canciones del álbum como «delicias de lujo». Daniel Brockman del periódico The Phoenix señaló que el álbum sube la apuesta de Gaga en términos de composición con canciones pegadizas. Sarah Rodman del periódico estadounidense The Boston Globe comentó que a primera vista, las actuaciones asombrosas de Lady Gaga podrían confundirse fácilmente con las absurdas insinuaciones sexuales presentadas por, las Pussycat Dolls. Además, añadió que sus canciones son himnos similares al glamour y al enamoramiento vertiginoso, por ejemplo, «Beautiful, Dirty, Rich» y «The Fame». En contraste, Freedom du Lac de The Washington Post criticó la falta de originalidad del material, indicando que Gaga se apoyaba más en el espectáculo que en la innovación musical. Del mismo modo, Sal Cinquemani de Slant Magazine opinó que las letras oscilaban entre lo «simplón» y lo «disparatado», aunque reconoció el mérito de la producción y los estribillos pegadizos de temas como «Poker Face», «Starstruck» y «Paper Gangsta». A pesar de algunos comentarios mixtos, críticos como Genevieve Koski de The A.V. Club resaltaron que la esencia del álbum es su «energía llena de brillo diseñada para incendiar la pista de baile», lo cual lo hace apto para el éxito en los clubes. Joey Guerra de Houston Chronicle añadió que, si bien las canciones no son particularmente innovadoras, Gaga merece reconocimiento por traer la música dance auténtica a las masas.

### Rendimiento comercial
The Fame fue un éxito comercial a nivel mundial y logró posicionarse en el top 3 de los álbumes más vendidos en 19 países. De acuerdo con la Federación Internacional de la Industria Fonográfica, fue el quinto álbum más vendido de 2009. Para agosto de 2019, combinado con The Fame Monster, había vendido más de 18 millones de copias a nivel mundial.
América

Gaga interpretando la canción «The Fame» en su gira The Monster Ball Tour.

En América, The Fame tuvo un gran impacto. En los Estados Unidos, el disco logró debutar en la posición número 17 en la lista Billboard 200. Semanas después, alcanzó el cuarto lugar, con 42 000 copias vendidas durante las primeras semanas. Además, lideró la lista Dance/Electronic Albums y se mantuvo en la primera posición durante más de cien semanas no consecutivas. En marzo de 2020, la RIAA lo certificó con seis discos de platino, al superar las seis millones de unidades vendidas en el país. Hasta el 7 de octubre de 2011, se habían contabilizado más de 4.3 millones de copias vendidas, cifra que ascendió a 4.7 millones hasta el 25 de febrero de 2018. En 2025, la revista Billboard nombró a The Fame como el décimo mejor álbum del primer cuarto del siglo XXI, basado en su desempeño en la lista semanal de álbumes Billboard 200. Ello tras acumular un total de 396 semanas en la lista durante los primeros 25 años del siglo y estar presente en el Billboard 200 cada año entre 2008 y 2012, y nuevamente desde 2016 hasta 2024. Es, además, el álbum debut mejor posicionado en el listado, así como el cuarto mejor entre los trabajos de artistas femeninas. Por otro lado, en Canadá, alcanzó el primer lugar en el Canadian Albums Chart y obtuvo la certificación de triple platino por superar las 240 000 copias vendidas. En México, debutó en la posición número 62 del Top 100 México en marzo de 2009 y meses después, logró alcanzar el segundo puesto de la lista. En diciembre de 2009, fue certificado como disco de oro por la AMPROFON tras vender más de 30 000 unidades.
Europa
En Europa, el éxito del disco fue aún mayor. Alcanzó el primer lugar en Alemania, Austria, Irlanda, Polonia, el Reino Unido y Suiza, además de posicionarse entre los diez álbumes más vendidos en países como Dinamarca, Bélgica, Francia, España, Hungría, Noruega y Portugal. Recibió certificaciones notables, como doble platino en Austria, nueve discos de platino en Irlanda, ocho en Noruega y nueve en el Reino Unido, donde superó los 2.89 millones de copias, que lo convirtieron en el noveno álbum más vendido del siglo XXI en ese país. También lideró la lista European Top 100 Albums, y la IFPI lo certificó con dos discos de platino tras alcanzar más de dos millones de copias vendidas en el continente.
Asia y Oceanía
En Asia y Oceanía, el álbum tuvo una recepción destacada. En Australia, debutó en el puesto 12 en septiembre de 2008 y más tarde llegó a la tercera posición. A finales de 2009, recibió la certificación de triple platino con más de 210 000 copias vendidas. En Nueva Zelanda, debutó en el sexto puesto y alcanzó el segundo lugar en enero de 2009. Para octubre de 2010, había sido certificado como cinco veces platino por la RIANZ, y fue el tercer álbum más vendido de 2009 en el país. En Japón y Rusia, alcanzó las posiciones seis y cinco respectivamente, siendo reconocido con tres discos de platino en Japón por la RIAJ y cuatro en Rusia.

### Reconocimientos e impacto
El álbum recibió múltiples reconocimientos y nominaciones en prestigiosas premiaciones. En los premios Grammy de la 52.ª edición, celebrados el 2 de diciembre de 2009, The Fame obtuvo cinco nominaciones, incluidas álbum del año, y ganó en la categoría de mejor álbum de dance/electrónica. En 2010, fue galardonado en los Brit Awards como mejor álbum internacional y en los World Music Awards como mejor álbum del mundo. Al año siguiente, en 2011, recibió el premio a «mejor álbum de dance/electrónica en los Billboard Music Awards. 
En julio de 2022, la revista Rolling Stone incluyó a The Fame en su lista de los mejores álbumes debut de todos los tiempos y señaló:

El título parecía un deseo optimista cuando el álbum de Stefani Germanotta llegó en agosto de 2008 y fue ignorado por las radios y los compradores. Sin embargo, para la primavera de 2009, Germanotta, conocida como Lady Gaga, era, sin lugar a dudas, famosa. Su debut marcó un antes y un después, transformando el oscuro y explosivo dance-pop —impulsado por el inconfundible ritmo del eurodisco— en el sonido dominante de las listas globales. Además, presentó al mundo a una provocadora y extravagante diva del pop, que convirtió al planeta entero en su alfombra roja. Esos paparazzi de los que cantaba no eran del todo metafóricos, después de todo.

Años después del lanzamiento del álbum, Gaga fue reconocida por revivir la música dance y electrónica en la radio a finales de los 2000. Jonathan Bogart de The Atlantic afirmó que «el EDM no entró por la puerta trasera, sino directamente por la principal, con “Just Dance” de Gaga en 2008», y agregó que «el sonido no tardó en expandirse». En 2020, Stephen Daw de Billboard señaló que «The Fame no solo cambió el rumbo de la carrera de Gaga, sino que también corrigió el curso de la música pop moderna para las generaciones venideras». En un artículo del St. Louis Post-Dispatch titulado Lady Gaga ayuda a llevar el EDM a las masas, el periodista Kevin C. Johnson reconoció este impacto y señaló que la cantante «definitivamente ha tenido influencia» y que «está exponiendo a la gente a este tipo de música, y cualquiera que haga eso forma parte del mecanismo». El locutor Zane Lowe y el productor Calvin Harris destacaron en Beats 1 cómo Lady Gaga devolvió el four-on-the-floor a la radio estadounidense con The Fame al señalar que este estilo impactó profundamente en la música pop, mientras que el DJ Tommie Sunshine le dijo a MTV que «no existirían los éxitos en el top 10 de David Guetta ni tampoco de Black Eyed Peas, si no fuera por The Fame. La influencia de ese álbum es épica, y estamos hablando de todo esto gracias a él».

## Promoción

### Sencillos
El primer sencillo publicado fue «Just Dance», el cual se convirtió como el sencillo debut de Gaga. Fue lanzado en las radios norteamericanas el 8 de abril de 2008, y mundialmente el 17 de junio de 2008, a través de distribución digital. La canción fue apreciada por los críticos de música quienes elogiaron su naturaleza musical para los clubes nocturnos. La canción encabezó las listas de ventas de los Estados Unidos, Australia, Canadá, Irlanda, Países Bajos y el Reino Unido, así como en muchos otros países. La canción fue nominada al premio Grammy a la Mejor Grabación Dance. El 17 de noviembre de 2008 se estrenó «Poker Face» como el segundo sencillo internacional de The Fame. «Poker Face» recibió reseñas positivas de la crítica, quienes en su mayoría elogiaron el gancho y estribillo robótico. Además, encabezó las listas de ventas en casi todos los países en que se publicó. Asimismo, se convirtió en el segundo sencillo consecutivo de Gaga en llegar al número uno en la lista estadounidense Billboard Hot 100. A fines de 2009, la canción recibió tres nominaciones a los premios Grammy, de los cuales ganó el de mejor grabación dance.
«Eh, Eh (Nothing Else I Can Say)» fue el tercer sencillo en Australia, Nueva Zelanda, Suecia y Dinamarca y el cuarto en Francia. La canción recibió reseñas mixtas, algunos críticos la compararon con el europop de los años 1990, mientras que otros la criticaron por poner un fin a la naturaleza fiestera del álbum. Inicialmente no contó con una buena recepción comercial, la canción ingresó en las listas de ventas en más de doce países, entre ellos Australia, Nueva Zelanda, Suecia, Francia y otros países europeos. «LoveGame» fue estrenado como el tercer sencillo en los Estados Unidos, Canadá y en algunas naciones europeas, mientras que se convirtió en el cuarto sencillo en Australia, Nueva Zelanda y el Reino Unido. La canción fue apreciada por su melodía pegajosa y el gancho de «I wanna take a ride on your disco stick». Asimismo, «LoveGame» consiguió entrar a los diez sencillos más vendidos en países como los Estados Unidos, Australia y Canadá y al repertorio de los veinte en otros. El 6 de julio de 2009 se anunció «Paparazzi» como el tercer sencillo en el Reino Unido e Irlanda, el cuarto en los Estados Unidos y como el quinto sencillo internacional de The Fame La canción logró llegar a los cinco primeros puestos en Australia, Canadá, Irlanda y el Reino Unido. Sin embargo, en los Estados Unidos se posicionó en el sexto puesto de la lista Hot 100. La canción ha sido apreciada por ser divertida y natural, siendo considerada como la canción más memorable del álbum. El vídeo musical fue dirigido por el sueco Jonas Åkerlund. El videoclip fue un corto cinematográfico con Gaga interpretando a una estrella condenada al fracaso, que casi es asesinada por su novio, pero que al final logra vengarse de él y reclama su fama y su popularidad.
Para celebrar el estreno de Dirty Sexy Money, ABC creó el vídeo musical de la canción «Beautiful, Dirty, Rich», y fue dirigido por Melina Matsoukas. En un principio, se había anunciado que esta canción sería el segundo sencillo de Gaga, pero «Poker Face» fue elegida en su lugar. Se lanzaron dos vídeos hechos para la canción —el primero que estaba compuesto por escenas de Dirty Sexy Money, y el segundo que es el vídeo actual. La canción llegó en la lista de UK Singles Chart en el puesto ochenta y tres, debido a las descargas digitales.

### Presentaciones en vivo

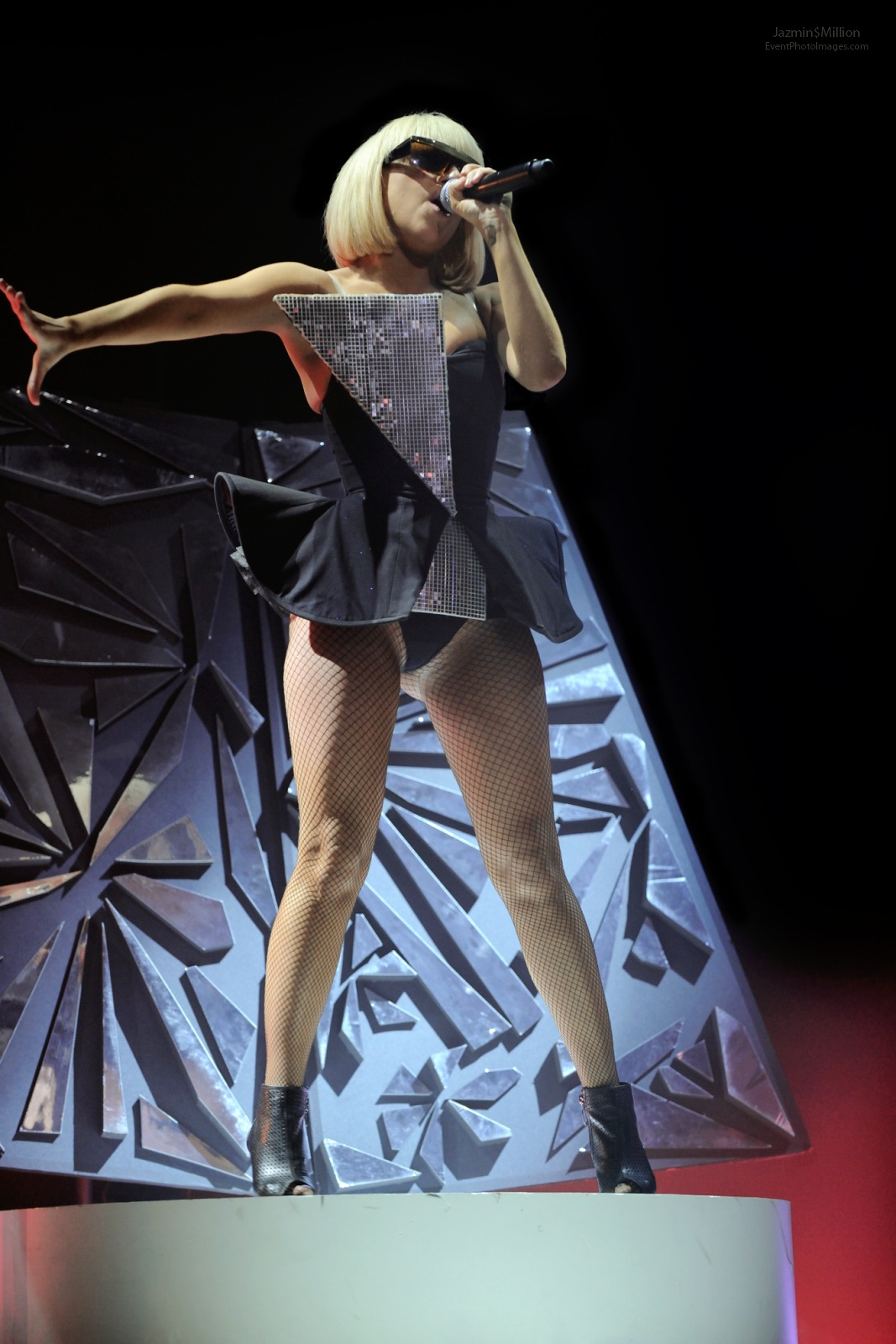
Gaga interpretando «Paparazzi» en su gira The Fame Ball Tour (2009).

Para promocionar el álbum, Gaga hizo una gran cantidad de presentaciones en todo el mundo. La promoción comenzó cuando Gaga se presentó por primera vez en la entrega de los NewNowNext Awards, También se presentó en otros programas de televisión, entre ellos So You Think You Can Dance, Jimmy Kimmel Live!, The Tonight Show with Jay Leno, así como en Vietnam para el concurso de belleza Miss Universo 2008, durante la competencia de traje de baño. El 31 de enero de 2009, Gaga se presentó en programa irlandés, Tubridy Tonight. También fueron usadas tres canciones de The Fame en la segunda temporada de la serie Gossip Girl. Gaga también interpretó «Poker Face» en American Idol el 1 de abril de 2009. La promoción del álbum se centró principalmente en la gira The Fame Ball Tour, que tuvo inicio en mayo de 2009. Además, Gaga participó en destacados festivales internacionales, como el V Festival de Inglaterra, el Festival de Glastonbury y el festival japonés Summer Sonic.

### Gira
The Fame Ball Tour fue la gira musical debut de Gaga, destinada a promocionar su álbum The Fame. La gira inició el 12 de marzo de 2009 en San Diego y culminó el 29 de septiembre del mismo año en Washington D. C., con un total de 72 espectáculos realizados en Norteamérica, Oceanía, un recorrido por Europa y conciertos en Asia. En una entrevista con MTV News, Gaga describió al espectáculo como más que una simple gira y lo definió como «una experiencia inmersiva» que evocaba un entorno artístico inspirado en el Nueva York de los años setenta, con instalaciones de arte, DJs en vivo y una puesta en escena disruptiva. Explicó que su objetivo era ofrecer un espectáculo de gran calidad, incluso financiándolo en parte de su propio bolsillo, para que cada espectador sintiera que había obtenido un valor inigualable por su dinero.
Los conciertos estaban compuestos por cuatro segmentos, enlazados a través de vídeos interludios que facilitaban la transición entre ellos. La lista de canciones se centró exclusivamente en los temas de The Fame, e incluyó una innovadora actuación con un vestido hecho completamente de burbujas, donde Gaga estrenó la canción inédita «Future Love». Además, se adaptaron versiones alternativas del espectáculo para cada región, con una lista de canciones ligeramente distinta en Europa. La gira obtuvo reseñas positivas por parte de los críticos, quienes elogiaron la claridad vocal de Gaga, su sentido de la moda y su capacidad para controlar la teatralidad en el escenario. Las entradas para varios conciertos se distribuyeron también con fines benéficos, añadiendo un enfoque altruista a la gira. La promoción del álbum se centró principalmente en esta gira, que no solo destacó por su despliegue visual y artístico, sino también por su recaudación en Norteamérica, la cual superó los $347.862 dólares en entradas. Los críticos la consideraron un excelente inicio de Gaga como solista, mostrando su versatilidad y capacidad para consolidarse como una artista profesional en la industria musical.

## The Fame Monster

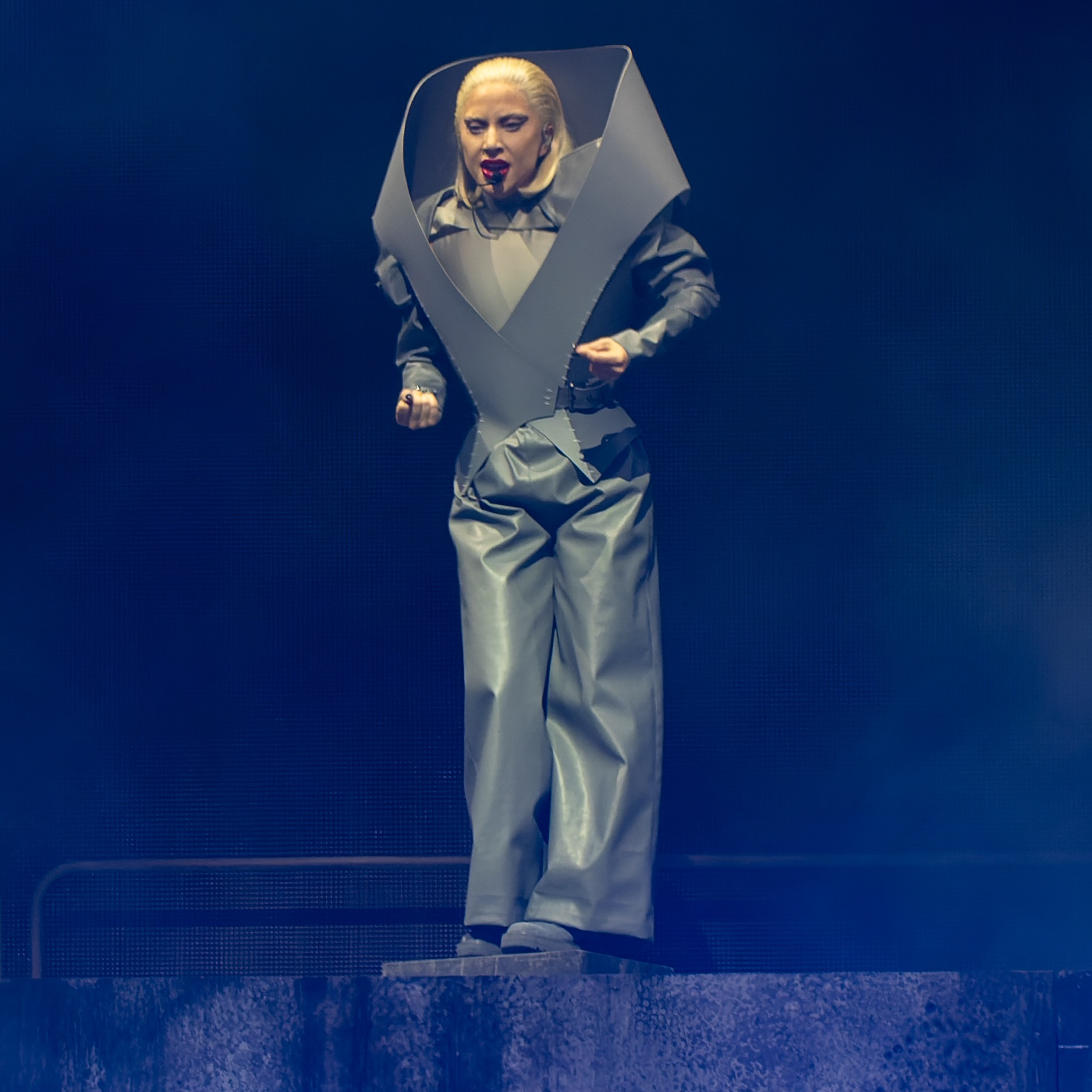
Gaga interpretando «Bad Romance» en su gira The Chromatica Ball en 2022.

Lanzado el 18 de noviembre de 2009, The Fame Monster fue inicialmente concebido como parte de una reedición de The Fame. Sin embargo, Interscope Records decidió publicarlo como un EP independiente en algunos mercados, debido a que Gaga consideró que reeditar The Fame resultaría demasiado costoso y que ambos álbumes tenían conceptos distintos, representando el yin y el yang. En la edición especial, The Fame Monster incluye las ocho canciones nuevas y el contenido completo de The Fame en un segundo disco. Este álbum explora el lado oscuro de la fama que Gaga experimentó entre 2008 y 2009 durante sus presentaciones internacionales, representado a través de una metáfora de monstruos. Según Gaga, cada canción aborda un «monstruo» diferente que enfrentó mientras viajaba por el mundo, como el «monstruo del miedo al sexo», «monstruo del miedo al amor» o «monstruo del miedo a la soledad».
Inspirado en noches pasadas en Europa del Este, el álbum combina beats industriales y góticos con melodías dance de los 90, una lírica melancólica influenciada por el pop de los 80 y una estética propia de los desfiles de moda. Gaga señaló que escribió todas las canciones en la carretera, incluyendo la balada «Speechless», dedicada a su padre y una de sus obras favoritas. Las portadas, creadas por Hedi Slimane, presentan una estética oscura inspirada en la música gótica y los desfiles de moda. Una de las portadas, particularmente sombría, fue inicialmente rechazada por su sello discográfico, pero Gaga logró convencerlos de usarla. La crítica recibió The Fame Monster de manera muy positiva, destacando canciones como «Bad Romance», «Telephone», «Dance in the Dark» y «Monster». En varios países, el álbum figuró junto a The Fame en las listas de ventas, mientras que en otros mercados, como los Estados Unidos, Canadá y Japón, se contabilizó como un lanzamiento independiente. El disco alcanzó el top 10 en la mayoría de los mercados principales. Para promocionar el álbum, Gaga se embarcó en su segunda gira, The Monster Ball Tour, que comenzó el 27 de noviembre de 2009 en Montreal, Canadá, y se extendió hasta el 6 de mayo de 2011, concluyendo en Ciudad de México.  La gira consolidó a Gaga como una de las principales estrellas pop de la década.

## Lista de canciones
- Edición estándar

| The Fame |                                   |                                 |          |  |
| N.º      | Título                            | Escritor(es)                    | Duración |  |
| 1.       | «Just Dance» (con Colby O'Donis)  | Lady Gaga, RedOne y Akon        | 4:00     |  |
| 2.       | «LoveGame»                        | Lady Gaga y RedOne              | 3:35     |  |
| 3.       | «Paparazzi»                       | Lady Gaga y Rob Fusari          | 3:30     |  |
| 4.       | «Beautiful, Dirty, Rich»          | Lady Gaga y Rob Fusari          | 3:05     |  |
| 5.       | «Eh, Eh (Nothing Else I Can Say)» | Lady Gaga y Martin Kierszenbaum | 3:20     |  |
| 6.       | «Poker Face»                      | Lady Gaga y RedOne              | 3:35     |  |
| 7.       | «The Fame»                        | Lady Gaga y Kierszenbaum        | 3:30     |  |
| 8.       | «Money Honey»                     | Lady Gaga, RedOne y Bilal Hajji | 3:10     |  |
| 9.       | «Again Again»                     | Lady Gaga y Rob Fusari          | 3:05     |  |
| 10.      | «Boys Boys Boys»                  | Lady Gaga y RedOne              | 3:20     |  |
| 11.      | «Brown Eyes»                      | Lady Gaga y Rob Fusari          | 4:05     |  |
| 12.      | «I Like It Rough»                 | Lady Gaga y Brian Kierulf       | 3:23     |  |

- Edición internacional

| The Fame |                                            |                                                  |          |  |
| N.º      | Título                                     | Escritor(es)                                     | Duración |  |
| 1.       | «Just Dance» (con Colby O'Donis)           | Lady Gaga, RedOne y Akon                         | 4:01     |  |
| 2.       | «LoveGame»                                 | Lady Gaga y RedOne                               | 3:36     |  |
| 3.       | «Paparazzi»                                | Lady Gaga y Rob Fusari                           | 3:28     |  |
| 4.       | «Poker Face»                               | Lady Gaga y RedOne                               | 3:57     |  |
| 5.       | «Eh, Eh (Nothing Else I Can Say)»          | Lady Gaga y Martín Kierszenbaum                  | 2:55     |  |
| 6.       | «Beautiful, Dirty, Rich»                   | Lady Gaga y Fusari                               | 2:52     |  |
| 7.       | «The Fame»                                 | Lady Gaga y Kierszenbaum                         | 3:42     |  |
| 8.       | «Money Honey»                              | Lady Gaga, RedOne y Bilal Hajji                  | 2:50     |  |
| 9.       | «Starstruck» (con Space Cowboy y Flo Rida) | Lady Gaga, Kierszenbaum, Space Cowboy y Flo Rida | 3:37     |  |
| 10.      | «Boys Boys Boys»                           | Lady Gaga y RedOne                               | 3:22     |  |
| 11.      | «Paper Gangsta»                            | Lady Gaga y RedOne                               | 4:23     |  |
| 12.      | «Brown Eyes»                               | Lady Gaga y Fusari                               | 4:03     |  |
| 13.      | «I Like It Rough»                          | Lady Gaga y Kierszenbaum                         | 3:22     |  |
| 14.      | «Summerboy»                                | Lady Gaga, Brian Kierulf y Josh Schwartz         | 4:13     |  |

| The Fame (edición con bonus tracks) |                |                                  |          |  |
| N.º                                 | Título         | Escritor(es)                     | Duración |  |
| 15.                                 | «Disco Heaven» | Lady Gaga, Fusari y Tom Kafafian | 3:41     |  |

| The Fame (edición de Japón) |                     |                                  |          |  |
| N.º                         | Título              | Escritor(es)                     | Duración |  |
| 15.                         | «Disco Heaven»      | Lady Gaga, Fusari y Tom Kafafian | 3:41     |  |
| 16.                         | «Again Again»       | Lady Gaga                        | 3:04     |  |
| 17.                         | «Retro Dance Freak» | Lady Gaga, Fusari                | 3:22     |  |

| The Fame (edición de Irlanda y Reino Unido) |                                            |                                                  |          |  |
| N.º                                         | Título                                     | Escritor(es)                                     | Duración |  |
| 1.                                          | «Just Dance» (con Colby O'Donis)           | Lady Gaga, RedOne y Akon                         | 4:01     |  |
| 2.                                          | «LoveGame»                                 | Lady Gaga y RedOne                               | 3:36     |  |
| 3.                                          | «Paparazzi»                                | Lady Gaga y Rob Fusari                           | 3:28     |  |
| 4.                                          | «Poker Face»                               | Lady Gaga y RedOne                               | 3:57     |  |
| 5.                                          | «I Like It Rough»                          | Lady Gaga y Kierszenbaum                         | 3:22     |  |
| 6.                                          | «Eh, Eh (Nothing Else I Can Say)»          | Lady Gaga y Martín Kierszenbaum                  | 2:55     |  |
| 7.                                          | «Starstruck» (con Space Cowboy y Flo Rida) | Lady Gaga, Kierszenbaum, Space Cowboy y Flo Rida | 3:37     |  |
| 8.                                          | «Beautiful, Dirty, Rich»                   | Lady Gaga y Fusari                               | 2:52     |  |
| 9.                                          | «The Fame»                                 | Lady Gaga y Kierszenbaum                         | 3:42     |  |
| 10.                                         | «Money Honey»                              | Lady Gaga, RedOne y Bilal Hajji                  | 2:50     |  |
| 11.                                         | «Boys Boys Boys»                           | Lady Gaga y RedOne                               | 3:20     |  |
| 12.                                         | «Paper Gangsta»                            | Lady Gaga y RedOne                               | 4:23     |  |
| 13.                                         | «Brown Eyes»                               | Lady Gaga y Fusari                               | 4:03     |  |
| 14.                                         | «Summerboy»                                | Lady Gaga, Brian Kierulf y Josh Schwartz         | 4:13     |  |
| 15.                                         | «Disco Heaven» (bonus track)               | Lady Gaga, Fusari y Tom Kafafian                 | 3:41     |  |
| 16.                                         | «Again Again» (bonus track)                | Lady Gaga                                        | 3:04     |  |

## Posicionamiento en listas

### Semanales
| Alemania          | German Albums Chart      | 1  |
| Australia         | Australian Albums Chart  | 3  |
| Austria           | Austrian Albums Chart    | 1  |
| Brasil            | Brazilian Albums Chart   | 15 |
| Bélgica (Flandes) | Belgian Albums Chart     | 4  |
| Bélgica (Valonia) | Belgian Albums Chart     | 8  |
| Canadá            | Canadian Albums Chart    | 1  |
| Dinamarca         | Danish Albums Chart      | 2  |
| España            | Spanish Albums Chart     | 3  |
| Estados Unidos    | Billboard 200            | 2  |
| Estados Unidos    | Dance/Electronic Albums  | 1  |
| Finlandia         | Finnish Albums Chart     | 3  |
| Francia           | French Albums Chart      | 2  |
| Grecia            | Greek Albums Chart       | 2  |
| Hungría           | Hungarian Albums Chart   | 2  |
| Irlanda           | Irish Albums Chart       | 1  |
| Italia            | Italian Albums Chart     | 13 |
| Japón             | Japanese Albums Chart    | 6  |
| México            | Mexican Albums Chart     | 2  |
| Noruega           | Norwegian Albums Chart   | 4  |
| Nueva Zelanda     | New Zealand Albums Chart | 2  |
| Países Bajos      | Dutch Albums Chart       | 12 |
| Polonia           | Polish Albums Chart      | 1  |
| Portugal          | Portuguese Albums Chart  | 3  |
| Reino Unido       | UK Albums Chart          | 1  |
| República Checa   | Czech Albums Chart       | 2  |
| Rusia             | Russian Albums Chart     | 5  |
| Sudáfrica         | South Africa Albums      | 1  |
| Suecia            | Swedish Albums Chart     | 15 |
| Suiza             | Swiss Albums Chart       | 1  |
| Europa            | European Top 100 Albums  | 1  |

- Ver lista de predecesores y sucesores de The Fame en las listas semanales

| Predecesor: Kala de M.I.A. Slumdog Millionaire de A. R. Rahman Slumdog Millionaire de A. R. Rahman Sounds of the Universe de Depeche Mode Ellipse de Imogen Heap Ocean Eyes de Owl City The Fame Monster de Lady Gaga This Is Happening de LCD Soundsystem Streets of Gold de 3OH!3 Maya de M.I.A. The Remix de Lady Gaga Tron:Legacy de Daft punk I Am the Dance Commander + I Command You to Dance: The Remix Album de kesha The Fall de Gorillaz | U.S. Billboard Dance/Electronic — Álbum n.º 1 15 de noviembre de 2008 — 17 de enero de 2009 14 de febrero de 2009 — 7 de marzo de 2009 21 de marzo de 2009 — 2 de mayo de 2009 16 de mayo de 2009 — 5 de septiembre de 2009 19 de septiembre de 2009 — 31 de octubre de 2009 5 de diciembre de 2009 19 de diciembre de 2009 — 29 de mayo de 2010 12 de junio de 2010 — 10 de julio de 2010 24 de julio de 2010 7 de agosto de 2010 — 21 de agosto de 2010 28 de agosto de 2010 — 11 de diciembre de 2010 26 de febrero de 2011 — 2 de abril del 2011 16 de abril del 2011 14 de mayo de 2011 — 4 de junio de 2011 | Sucesor: Slumdog Millionaire de A. R. Rahman Slumdog Millionaire de A. R. Rahman Sounds of the Universe de Depeche Mode Ellipse de Imogen Heap Ocean Eyes de Owl City The Fame Monster de Lady Gaga This Is Happening de LCD Soundsystem Streets of Gold de 3OH!3 Maya de M.I.A. The Remix de Lady Gaga The Fame Monster de Lady Gaga I Am the Dance Commander + I Command You to Dance: The Remix Album de Kesha Tron: Legacy Reconfigured de Daft Punk Born This Way de Lady Gaga |
| Predecesor: Dark Horse de Nickelback | Canadian Albums Chart — Álbum n.º 1 24 de enero de 2009 — 31 de enero de 2009 | Sucesor: Dark Horse de Nickelback |
| Predecesor: Working on a Dream de Bruce Springsteen No Line on the Horizon de U2 Songs for My Mother de Ronan Keating Eoghan Quigg de Eoghan Quigg Sunny Side Up de Paolo Nutini | Irish Albums Chart — Álbum n.º 1 12 de febrero de 2009 — 19 de febrero de 2009 20 de marzo de 2009 2 de abril de 2009 16 de abril de 2009 12 de enero de 2010 — 11 de febrero de 2010 | Sucesor: Blue Lights on the Runway de Bell X1 Songs for My Mother de Ronan Keating Eoghan Quigg de Eoghan Quigg Listen de Christy Moore Crazy Love de Michael Bublé |
| Predecesor: No Line on the Horizon de U2 | Austrian Albums Chart — Álbum n.º 1 25 de marzo de 2009 | Sucesor: Nichts Passiert de Silbermond |
| Predecesor: Songs for My Mother de Ronan Keating Glee: The Music, Volume 1 de Glee Cast Brother de Boyzone Brother de Boyzone | UK Albums Chart — Álbum n.º 1 5 de abril de 2009 — 26 de abril de 2009 28 de febrero de 2010 21 de marzo de 2010 11 de abril de 2010 | Sucesor: Together Through Life de Bob Dylan Lights de Ellie Goulding Brother de Boyzone The Defamation of Strickland Banks de Plan B |
| Predecesor: No Line on the Horizon de U2 I Dreamed a Dream de Susan Boyle A Curious Thing de Amy Macdonald | European Top 100 Albums — Álbum n.º 1 2 de mayo de 2009 16 de enero de 2010 — 20 de febrero de 2010 24 de abril de 2010 — 1 de mayo de 2010 | Sucesor: Sounds of the Universe de Depeche Mode Soldier of Love de Sade Iron Man 2 de AC/DC |
| Predecesor: Reality Killed The Video Star de Robbie Williams | German Albums Chart — Álbum n.º 1 8 de enero de 2010 — 29 de enero de 2010 | Sucesor: Schall & Wahn de Tocotronic |
| Predecesor: The Element of Freedom de Alicia Keys | Swiss Albums Chart — Álbum n.º 1 10 de enero de 2010 — 14 de febrero de 2010 | Sucesor: Soldier of Love de Sade |
| Predecesor: Szanuj de Star Guard Muffin | Polish Albums Chart — Álbum n.º 1 17 de enero de 2011 — 23 de enero de 2011 | Sucesor: Picking up the Pieces de Aga Zaryan |

### Certificaciones
| Territorio     | Organismo certificador | Certificación | Ventas certificadas | Ref.    |
| -------------- | ---------------------- | ------------- | ------------------- | ------- |
| Alemania       | BVMI                   | 9× Oro        | 900 000             | [ 202 ] |
| Australia      | ARIA                   | 6× Platino    | 420 000             | [ 110 ] |
| Austria        | IFPI — Austria         | 7× Platino    | 140 000             | [ 100 ] |
| Brasil         | ABPD                   | 2× Platino    | 120 000             | [ 203 ] |
| Bélgica        | BEA                    | 2× Platino    | 60 000              | [ 204 ] |
| Canadá         | CRIA                   | 7× Platino    | 360 000             | [ 205 ] |
| Chile          | IFPI — Chile           | 2× Platino    | 30 000              | [ 206 ] |
| Colombia       | ASINCOL                | Platino       | 10 000              | [ 207 ] |
| Dinamarca      | IFPI — Dinamarca       | 2× Platino    | 60 000              | [ 208 ] |
| España         | PROMUSICAE             | Platino       | 80 000              | [ 209 ] |
| Estados Unidos | RIAA                   | 6× Platino    | 6 000               | [ 210 ] |
| Filipinas      | PARI                   | 9× Platino    | 135 000             | [ 211 ] |
| Finlandia      | IFPI — Finlandia       | Platino       | 20 000              | [ 212 ] |
| Francia        | SNEP                   | Diamante      | 500 000             | [ 213 ] |
| Grecia         | IFPI — Grecia          | Platino       | 15 000              | [ 214 ] |
| Hungría        | MAHASZ                 | 2× Platino    | 12 000              | [ 215 ] |
| Irlanda        | IRMA                   | 9× Platino    | 135 000             | [ 101 ] |
| Italia         | FIMI                   | 4× Platino    | 280 000             | [ 216 ] |
| Japón          | RIAJ                   | Millón        | 1 000               | [ 117 ] |
| México         | AMPROFON               | 2× Platino    | 160 000             | [ 96 ]  |
| Noruega        | IFPI — Noruega         | 8× Platino    | 240 000             | [ 102 ] |
| Nueva Zelanda  | RIANZ                  | 5× Platino    | 76 000              | [ 113 ] |
| Países Bajos   | NVPI                   | Oro           | 30 000              | [ 218 ] |
| Polonia        | ZPAV                   | 3× Platino    | 60 000              | [ 219 ] |
| Portugal       | AFP                    | Oro           | 20 000              | [ 220 ] |
| Reino Unido    | BPI                    | 11× Platino   | 3 300 000           | [ 221 ] |
| Rusia          | NFPP                   | 4× Platino    | 80 000              | [ 118 ] |
| Singapur       | RIAS                   | Oro           | 10 000              | [ 222 ] |
| Suecia         | IFPI — Suecia          | Platino       | 40 000              | [ 223 ] |
| Suiza          | IFPI — Suiza           | 4× Platino    | 120 000             | [ 224 ] |
| Centroamérica  | IFPI                   | Oro           | 5000                | [ 225 ] |
| Europa         | IFPI                   | 2× Platino    | 2 000               | [ 107 ] |

### Anuales
| Alemania       | German Albums Chart      | 4  |
| Australia      | Australian Albums Chart  | 9  |
| Canadá         | Canadian Albums Chart    | 3  |
| Dinamarca      | Danish Albums Chart      | 10 |
| Estados Unidos | US Billboard 200         | 8  |
| Francia        | French Albums Chart      | 22 |
| Irlanda        | Irish Top 20 Albums 2009 | 3  |
| México         | Mexican Top 100 Albums   | 10 |
| Nueva Zelanda  | New Zealand Albums Chart | 3  |
| Reino Unido    | UK Albums Chart          | 2  |
| Europa         | European Top 100 Albums  | 1  |

## Premios y nominaciones
El álbum The Fame fue nominado y galardonado en distintas ceremonias de premiación. A continuación, una lista con las candidaturas que obtuvo el disco:
| Año  | Ceremonia de premiación         | Premio                                  | Resultado |
| ---- | ------------------------------- | --------------------------------------- | --------- |
| 2009 | Billboard Year End Chart Awards | Top álbumes de dance/electrónica        | Ganador   |
| 2009 | Premios Oye                     | Álbum del año                           | Ganador   |
| 2009 | TMF Awards                      | Álbum internacional                     | Nominado  |
| 2009 | Virgin Media Music Awards       | Mejor álbum                             | Ganador   |
| 2010 | Brit Awards                     | Mejor álbum internacional               | Ganador   |
| 2010 | Echo Awards                     | Álbum del año nacional/internacional    | Nominado  |
| 2010 | Fonogram Awards                 | Álbum moderno de pop/rock internacional | Ganador   |
| 2010 | Grammy Awards                   | Álbum del Año                           | Nominado  |
| 2010 | Grammy Awards                   | Mejor Álbum de Dance/Electrónica        | Ganador   |
| 2010 | NME Awards                      | Peor álbum                              | Nominado  |
| 2010 | NRJ Music Awards                | Álbum internacional del año             | Nominado  |
| 2010 | World Music Awards              | Mejor álbum del mundo                   | Ganador   |
| 2011 | Billboard Music Awards          | Mejor álbum de pop                      | Nominado  |
| 2011 | Billboard Music Awards          | Mejor álbum de dance/electrónica        | Ganador   |
| 2012 | Billboard Music Awards          | Mejor álbum de dance/electrónica        | Nominado  |

## Historial de lanzamientos
| País           | Fecha                    | Formato                                  | Discográfica                                  | Ref                     |
| -------------- | ------------------------ | ---------------------------------------- | --------------------------------------------- | ----------------------- |
| Canadá         | 19 de agosto de 2008     | CD                                       | Universal Music                               | [ 19 ]                  |
| Nueva Zelanda  | 29 de agosto de 2008     | Descarga digital (edición estándar)      | Universal Music                               | [ 190 ]                 |
| Australia      | 29 de agosto de 2008     | Descarga digital (edición estándar)      | Universal Music                               | [ 20 ]                  |
| Australia      | 5 de septiembre de 2008  | CD (edición estándar)                    | Universal Music                               | [ 255 ]                 |
| Australia      | 28 de octubre de 2008    | CD (edición internacional)               | Universal Music                               | [ 256 ]                 |
| Estados Unidos | 28 de octubre de 2008    | CD                                       | Streamline, Kon Live, Interscope y Cherrytree | .                       |
| Estados Unidos | 28 de octubre de 2008    | Descarga digital                         | Streamline, Kon Live, Interscope y Cherrytree | [ 21 ]                  |
| Canadá         | 30 de octubre de 2008    | Descarga digital                         | Universal Music                               | [ 189 ]                 |
| México         | 30 de octubre de 2008    | Descarga digital                         | Interscope                                    | [ 23 ]                  |
| Estados Unidos | 4 de noviembre de 2008   | Disco de vinilo                          | Streamline, Kon Live, Interscope y Cherrytree | .                       |
| Australia      | 11 de noviembre de 2008  | Descarga digital (edición internacional) | Interscope                                    | [ 257 ]                 |
| Francia        | 11 de noviembre de 2008  | Descarga digital (edición internacional) | Interscope                                    | [ 258 ]                 |
| Alemania       | 11 de noviembre de 2008  | Descarga digital (edición internacional) | Interscope                                    | [ 259 ]                 |
| Nueva Zelanda  | 11 de noviembre de 2008  | Descarga digital (edición internacional) | Interscope                                    | [ 260 ]                 |
| Bélgica        | 11 de noviembre de 2008  | Descarga digital (edición internacional) | Interscope                                    | [ 261 ]                 |
| Japón          | 11 de noviembre de 2008  | Descarga digital (edición internacional) | Interscope                                    | [ 262 ]                 |
| España         | 11 de noviembre de 2008  | Descarga digital (edición internacional) | Interscope                                    | [ 263 ]                 |
| Dinamarca      | 11 de noviembre de 2008  | Descarga digital (edición internacional) | Interscope                                    | [ 264 ]                 |
| Italia         | 11 de noviembre de 2008  | Descarga digital (edición internacional) | Interscope                                    | [ 265 ]                 |
| Irlanda        | 11 de noviembre de 2008  | Descarga digital (edición internacional) | Interscope                                    | [ 266 ]                 |
| Alemania       | 2 de diciembre de 2008   | CD                                       | Universal Music                               | =                       |
| Reino Unido    | 12 de enero de 2009      | CD                                       | Polydor                                       | =                       |
| Reino Unido    | 28 de enero de 2010      | Disco de vinilo                          | Polydor                                       | =                       |
| Argentina      | 16 de febrero de 2009    | CD                                       | Universal Music                               | [ 267 ]                 |
| España         | 24 de febrero de 2009    | CD                                       | Universal Music                               | [ 268 ]                 |
| Francia        | 2 de marzo de 2009       | Disco de vinilo                          | Universal Music                               | =                       |
| Japón          | 20 de mayo de 2009       | CD                                       | Universal Music                               | [ 22 ]                  |
| Japón          | 22 de julio de 2009      | CD y DVD                                 | Universal Music                               | [ 269 ] [ 270 ] [ 271 ] |
| Alemania       | 23 de junio de 2009      | Disco de vinilo                          | Universal Music                               | =                       |
| Canadá         | 7 de octubre de 2009     | Disco de vinilo                          | Universal Music                               | =                       |
| Francia        | 20 de septiembre de 2010 | CD                                       | Universal Music                               | =                       |

## Créditos y personal
| - Lady Gaga - Voz principal, producción, piano, sintetizador - Akon – Coro - Víctor Bailey – Bajo - Vicki Boyd – Coordinador - Troy Carter – Dirección - Lisa Einhorn-Gilder – Coordinador de producción - Flo Rida – Rap - Rob Fusari – Producción - Calvin "Sci-Fidelty" Gaines – Programación, Bajo - Gene Grimaldi – Masterización de audio - Vincent Herbert – Productor Ejecutivo - Pieter Henket – Fotografía - Tom Kafafian – Guitarra - Dyana Kass – Director de marketing - Martín Kierszenbaum – Producción - Brian Kierulf – Producción | - Leah Landon – Dirección - Candice Lawler – Fotografía - Dave Murga – Tambor - Colby O'Donis – Vocales, coros - Robert Orton – Mezcla - Jennifer Paola – Administración - RedOne – Producción, instrumentos, programación, grabación, coros, coproductor ejecutivo - Andrea Ruffalo – Coordinación - Dave Russell – Ingeniero de grabación - Warwick Saint – Fotografía - Joshua M. Schwartz – Producción - Space Cowboy – Producción, coros - Joe Tomino – Tambor - Tony Ugval – Producción - Liam Ward – Diseñado |